# Rock Island County
Rock Island County is een county in de Amerikaanse staat Illinois.
De county heeft een landoppervlakte van 1.105 km² en telt 149.374 inwoners (volkstelling 2000). De hoofdplaats is Rock Island.